# Mark Kelly (senator)
Mark Edward Kelly (Orange, 21 februari 1964) is een Amerikaanse senator voor de Democratische Partij en voormalig ruimtevaarder.

## Ruimtevaarder
Kelly maakte deel uit van NASA Astronaut Group 16. Deze groep van 44 ruimtevaarders begon hun training in 1996 en had als bijnaam The Sardines. 
Kelly's eerste ruimtevlucht was STS-108 naar het Internationaal ruimtestation ISS met de spaceshuttle Endeavour en vond plaats op 5 december 2001. In totaal heeft hij vier ruimtevluchten op zijn naam staan. Mark heeft een tweelingbroer Scott Kelly die ook ruimtevaarder was. 
Voor, tijdens en na de "Year in space"-missie waarbij Scott, die hetzelfde DNA als Mark heeft, een jaar in de ruimte verbleef voor onderzoek naar de gevolgen van langdurig verblijf in microzwaartekracht, fungeerde Mark als vergelijkingsmateriaal op aarde.

## Politiek
Kelly is sinds 2007 getrouwd met de politica Gabrielle Giffords van de  Democratische Partij. Enkele maanden nadat zij in 2011 ernstig gewond raakte bij een schietpartij, besloot Mark Kelly ontslag te nemen als NASA-ruimtevaarder om de zorg voor zijn vrouw te kunnen dragen. Kelly en Giffords zetten zich, naar aanleiding van de aanslag op Giffords, activistisch in voor een verscherpte wapenwetgeving in de Verenigde Staten. 
Kelly maakte op 12 februari 2019 bekend zich namens de Democratische Partij kandidaat te stellen voor de speciale senaatsverkiezing in de staat Arizona in 2020, waarbij hij won van de zittende republikeinse senator Martha McSally, die de vacante Senaatszetel van de overleden John McCain was toebedeeld. Op 2 december 2020 werd hij als senator beëdigd. In november 2022 werd hij tijdens de tussentijdse verkiezingen herkozen.
- Bibliothèque nationale de France: cb16660512n (data)
- Gemeinsame Normdatei: 1336490152
- International Standard Name Identifier: 0000 0001 1900 4608
- Library of Congress Control Number: no2011061555
- Nationale Bibliotheek van Tsjechië: mzk2013794092
- Nationale Bibliotheek van Polen: a0000003755609
- Biographical Directory of the United States Congress: K000377
- Virtual International Authority File: 170116466
- WorldCat: E39PBJpj9W63tpmvVXmwgvhPwC

Alabama: Tuberville (R) · Britt (R)
Alaska: Murkowski (R) · Sullivan (R)
Arizona: Kelly (D) · Gallego (D)
Arkansas: Boozman (R) · Cotton (R)
Californië: Padilla (D) · Schiff (D)
Colorado: Bennet (D) · Hickenlooper (D)
Connecticut: Blumenthal (D) · Murphy (D)
Delaware: Coons (D) · Blunt Rochester (D)
Florida: R. Scott (R) · Moody (R)
Georgia: Ossoff (D) · Warnock (D)
Hawaï: Schatz (D) · Hirono (D)
Idaho: Crapo (R) · Risch (R)
Illinois: Durbin (D) · Duckworth (D)
Indiana: Young (R) · Banks (R)
Iowa: Grassley (R) · Ernst (R)
Kansas: Moran (R) · Marshall (R)
Kentucky: McConnell (R) · Paul (R)
Louisiana: Cassidy (R) · Kennedy (R)
Maine: Collins (R) · King (O)
Maryland: Van Hollen (D) · Alsobrooks (D)
Massachusetts: Warren (D) · Markey (D)
Michigan: Peters (D) · Slotkin (D)
Minnesota: Klobuchar (D) · Smith (D)
Mississippi: Wicker (R) · Hyde-Smith (R)
Missouri: Hawley (R) · Schmitt (R)
Montana: Daines (R) · Sheehy (R)
Nebraska: Fischer (R) · Ricketts (R)
Nevada: Cortez Masto (D) · Rosen (D)
New Hampshire: Shaheen (D) · Hassan (D)
New Jersey: Booker (D) · Kim (D)
New Mexico: Heinrich (D) · Luján (D)
New York: Schumer (D) · Gillibrand (D)
North Carolina: Tillis (R) · Budd (R)
North Dakota: Hoeven (R) · Cramer (R)
Ohio: Moreno (R) · Husted (R)
Oklahoma: Lankford (R) · Mullin (R)
Oregon: Wyden (D) · Merkley (D)
Pennsylvania: Fetterman (D) · McCormick (R)
Rhode Island: Reed (D) · Whitehouse (D)
South Carolina: Graham (R) · T. Scott (R)
South Dakota: Thune (R) · Rounds (R)
Tennessee: Blackburn (R) · Hagerty (R)
Texas: Cornyn (R) · Cruz (R)
Utah: Lee (R) · Curtis (R)
Vermont: Sanders (O) · Welch (D)
Virginia: Warner (D) · Kaine (D)
Washington: Murray (D) · Cantwell (D)
West Virginia: Moore Capito (R) · Justice (R)
Wisconsin: Johnson (R) · Baldwin (D)
Wyoming: Barrasso (R) · Lummis (R)
(D): Democraat · (R): Republikein · (O): Onafhankelijk
1. ↑  (en) Jeff Foust, Former astronaut Mark Kelly wins Senate race in Arizona, SpaceNews, 4 november 2020. Gearchiveerd op 11 september 2023.